# Hit the Lights (singel Seleny Gomez & the Scene)
„Hit the Lights” – piosenka electropop stworzona przez Leaha Haywooda, Daniela Jamesa i Tony’ego Nilssona na trzeci album studyjny amerykańskiego zespołu Selena Gomez & the Scene, When the Sun Goes Down (2011). Wyprodukowany przez Dreamlaba utwór został wydany jako trzeci singel promujący płytę dnia 20 stycznia 2012 roku w formacie digital download. Jest to trzeci i ostatni singel z albumu When the Sun Goes Down.
Utwór spotkał się z pozytywnym przyjęciem przez krytyków muzycznych, którzy chwalili jego klubową atmosferę. Zadebiutował na Canadian Hot 100 na #93 pozycji. Teledysk do utworu został wydany w dniu 16 listopada 2011 roku. Ukazuje on artystkę i jej przyjaciół bawiących się na polu, potem w nocy i biegających po mieście. Międzynarodowy EP z remiksami został wydany 20 stycznia 2012 roku. Piosenka została wysłana do stacji radiowych w USA 10 kwietnia. W lutym 2012 MD Remix został wydany jako teledysk na oficjalnym profilu Seleny Gomez na YouTube.

## Formaty i listy utworów
Digital download
1. „Hit The Lights” - 3:14

Remixes
1. „Hit The Lights” (Azzido Da Bass Radio Mix) – 3:07
2. „Hit The Lights” (Azzido Da Bass Extended Mix) – 4:03
3. „Hit The Lights” (Azzido Da Bass Club Mix) – 4:59
4. „Hit The Lights” (MD's Radio Mix) – 3:06
5. „Hit The Lights” (MD's Remix) – 6:05

## Personel
Nagrywanie i miksowanie
- Nagrywanie: Dreamlab Studios w Los Angeles
- Miksowanie: MixStar Studios w Virginia Beach

Personel
- Wokal: Selena Gomez
- Produkcja: Dreamlab
- Tekst: Leah Haywood, Daniel James, Tony Nilsson
- Miksowanie: Serban Ghenea
- Inżynieria: John Hanes, Phil Seaford

## Pozycje na listach
| Lista (2011-12)              | Najwyższa pozycja |
| ---------------------------- | ----------------- |
| Kanada (Canadian Hot 100)    | 55                |
| Rosja (Russian Music Charts) | 63                |

## Daty wydania
| Kraj              | Data             | Format                  | Wytwórnia         |
| ----------------- | ---------------- | ----------------------- | ----------------- |
| Holandia          | 20 stycznia 2012 | Digital Remixes EP      | Hollywood Records |
| Szwajcaria        | 20 stycznia 2012 | Digital Remixes EP      | Hollywood Records |
| Francja           | 23 stycznia 2012 | Digital Remixes EP      | Hollywood Records |
| Finlandia         | 23 stycznia 2012 | Digital Remixes EP      | Hollywood Records |
| Luksemburg        | 23 stycznia 2012 | Digital Remixes EP      | Hollywood Records |
| Portugalia        | 23 stycznia 2012 | Digital Remixes EP      | Hollywood Records |
| Singapur          | 23 stycznia 2012 | Digital Remixes EP      | Hollywood Records |
| Belgia            | 23 stycznia 2012 | Digital Remixes EP      | Hollywood Records |
| Niemcy            | 27 stycznia 2012 | Digital Remixes EP      | Hollywood Records |
| Austria           | 27 stycznia 2012 | Digital Remixes EP      | Hollywood Records |
| Stany Zjednoczone | 10 kwietnia 2012 | Top 40/Mainstream radio | Hollywood Records |